# Elend (Tschechow)

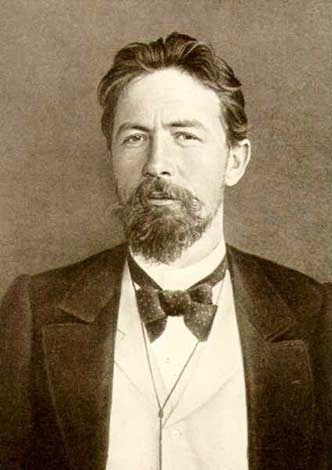
Anton Tschechow

Elend (russisch Горе, Gore) ist eine Kurzgeschichte des russischen Schriftstellers Anton Tschechow, die am 25. November 1885 in der Tageszeitung Peterburgskaja gaseta erschien.
Als 20-Jähriger hatte der geschickte Drechsler Grigorij Petrow – Grischka genannt – seine Matrjona, seinerzeit ein hübsches, lustiges Mädchen von reichem Bauernhofe, geheiratet. Nach der Hochzeit hatte Grischka nicht, wie erwartet, Aufträge angenommen, sondern gefaulenzt, getrunken und Matrjona verprügelt. Grischka hat sich in vierzig Jahren Ehe kein bisschen geändert und will sich nun bessern. Denn er sieht ein, er hat sich an seiner Frau schwer versündigt. Ausgerechnet jetzt, mitten im kalten Winter, ist Matrjona krank geworden. Grischka muss seine Frau durch schweren Schneesturm ins weit vom Dorf entfernte Spital fahren.
In jenen vierzig Ehejahren hatte Matrjona Grischka immer so angeschaut „wie ein Hund, den man oft schlägt und schlecht füttert.“ Auf dem Pferdeschlitten kann er ihren strengen, unbeweglichen Blick kaum ertragen.
Matrjona ist unterwegs gestorben. Grischka verirrt sich im Schneetreiben. Im Spital wacht er auf. Man musste ihm die erfrorenen Hände und Füße amputieren. Grischka überlebt das nicht.

## Deutschsprachige Ausgaben
Verwendete Ausgabe:
- Elend, S. 79–85 in Anton Tschechow: Das Glück und andere Erzählungen. Aus dem Russischen übertragen von Alexander Eliasberg. 187 Seiten. Wilhelm Goldmann Verlag, München 1962, Goldmanns gelbe Taschenbücher, Bd. 868